# 2830 Greenwich

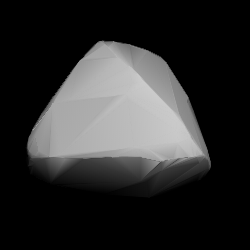

2830 Greenwich là một tiểu hành tinh vành đai chính, được phát hiện bởi Edward L. G. Bowell ở 1980. Nó được đặt theo tên Greenwich, London.